# Subsidência (oceanografia)
Subsidência, em oceanografia, oceanologia, climatologia e meteorologia, também chamada de submergência, é o processo de acumulação e afundamento de material de maior densidade sob material de menor densidade, como água fria ou salgada sob água mais quente ou mais fresca ou ar frio sob ar quente. É o membro que afunda de uma célula de convecção. O afloramento ou ressurgência é o processo oposto e, juntas, essas duas forças são responsáveis nos oceanos pela circulação termoalina. O afundamento da litosfera fria em zonas de subducção é outro exemplo de subsidência em placas tectônicas (ver subsidência, quanto ao conceito em termos de processos geológicos).

## Subsidência oceânica
Subsidência ocorre em locais anticiclônicos no oceano, onde os anéis quentes estão girando no sentido horário, criando convergência superficial. Quando essas águas superficiais convergem, elas empurram a água superficial para baixo. Outra maneira pela qual a subsidência pode ocorrer é pelo vento que conduz o mar em direção à costa. Regiões que possuem subsidências têm baixa produtividade porque os nutrientes na coluna de água são utilizados, mas não são reabastecidos continuamente pela água fria e rica em nutrientes abaixo da superfície.

### Ventilação
Subsidência também permite a ventilação oceânica profunda, porque essas águas são capazes de trazer oxigênio dissolvido da superfície para ajudar a facilitar a respiração aeróbica nos organismos em toda a coluna d'água. Sem essa renovação, o oxigênio dissolvido no sedimento e dentro da coluna de água seria rapidamente usado pelos processos biológicos. No caso da decaimento, bactérias anaeróbicas assumem a decomposição, levando a um acúmulo de sulfeto de hidrogênio. Nessas condições tóxicas, existem muito poucos animais bentônicos que sobreviveriam. Nos casos mais extremos, a falta de subsidência pode levar à extinção em massa. Os paleontologistas tem sugerido que, há 250 milhões de anos, a ventilação oceânica profunda diminuiu quase até parar, e o oceano ficou estagnado. Águas ricas em sulfeto e metano com pouco oxigênio encheram o oceano profundo e avançaram para as plataformas continentais, destruindo 95% de todas as espécies marinhas no maior evento de extinção da história da Terra, a extinção do Permiano.

## Localizações
A subsidência ocorre em áreas como o giro subpolar do Atlântico Norte, onde várias correntes de superfície se encontram. Também encontramos afundamentos ao longo da fronteira mais externa do Oceano Antártico, onde a água fria da Antártica afunda abaixo das águas mais quentes do Pacífico Sul e do Atlântico Sul. Também existe uma correnteza de subsidência de algumas costas, onde o vento sopra em uma direção que faz com que o transporte de Ekman mova a água em direção à costa, o que faz com que a água se acumule e seja empurrada para baixo.